# Iris Uurto
Iris Uurto, egentligen Lyyli Ester Ripatti, född Mielonen den 28 januari 1905 i Kerimäki, Finland, död 1 april 1994 i Kivijärvi, var en finländsk författare och poet, vars produktion var kännetecknande för mannen och kvinnan i termer av deras reflektioner.

## Biografi
Uurtos föräldrar var bonden Paavo Mielonen och Maria Pennanen och hon var gift med Aku Rautala (August Ripatti). De hade sonen Aku-Kimmo Ripatti, även han författare. Hon började studera vid universitetet i Helsingfors 1929, men avbröt studierna och blev författare på heltid.

## Författarskap
Uurto debuterade 1930 och kom snart att skaffa sig en framträdande plats bland yngre finska diktare. Som berättare gjorde hon sig främst känd som en finstämd tolkare av, särskilt ungdomlig, komplicerad erotik. Hon betonade vidare den sociala synpunkten och hämtade främst sina gestalter ur den lägre medelklassen i Helsingfors. Flera av figurerna i hennes romaner avspeglar också hennes egen bildningssträvan.
Uurtos böcker behandlar sociala och erotiska problem som i Farväl Maria (1934, översatt 1936), Den tappra kärleken (1937, översatt samma år) och framför allt Kroppens visdom (1942, översatt 1943).
Uurto tilldelades Pro Finlandiapriset 1948.